# Hasty
Hasty – jednostka osadnicza w Stanach Zjednoczonych, w stanie Kolorado, w hrabstwie Bent.